# Crash Course (2004)
Crash Course - cykl składanek zespołu Marillion. Służy ona pokazaniu potencjalnemu słuchaczowi, jaka jest muzyka Marillion. 

## Lista utworów
1. The Damage
2. Neverland
3. Between You and Me (Live)
4. This is the 21st Century
5. Man of a Thousand Faces
6. Out of This World
7. Afraid of Sunlight
8. The Great Escape